# Alois Zieris
Alois Zieris (* 29. Januar 1936 in Glasendorf (Sklenářovice), Okres Trutnov, Tschechoslowakei) ist ein ehemaliger Generalmajor der Luftstreitkräfte der Nationalen Volksarmee der DDR, der zwischen 1983 und 1988 Kommandeur der 1. Luftverteidigungsdivision sowie zuletzt von 1988 bis 1990 Kommandeur der Offiziershochschule der Luftstreitkräfte/Luftverteidigung „Franz Mehring“ war.

## Leben
Zieris, Sohn eines Arbeiters, absolvierte von 1951 bis 1955 eine Berufsausbildung zum Betriebsschlosser und trat am 23. April 1955 in die bewaffneten Organe der DDR ein. Zunächst war er zwischen 1955 und 1957 Technischer Soldat in der 1. Fliegerdivision und danach von 1957 bis 1958 Stationsleiter im Funktechnischen Regiment 4. 1958 wurde er Mitglied der SED. Nachdem er zwischen 1959 und 1961 Kompaniechef im Funktechnischen Regiment 4 war, war er von 1961 bis 1966 Stellvertreter des Kommandeurs und Stabschef des 1. Funktechnischen Bataillons. Im Anschluss besuchte er von 1966 bis 1969 als Offiziershörer die Militärakademie Friedrich Engels in Dresden mit dem Abschluss als Diplom-Militärwissenschaftler.
Zwischen 1969 und 1970 war Zieris Oberoffizier für Führung und Einsatz der 1. Luftverteidigungsdivision in Cottbus, ehe er von 1970 bis 1972 Leiter der Unterabteilung für Führung und Einsatz der 1. Luftverteidigungsdivision war. Anschließend fand Zieris, der auch zum Doktor der Militärwissenschaften (Dr. rer. mil.) promoviert wurde, zwischen 1972 und 1976 Verwendung als Chef der Funktechnischen Truppen der 1. Luftverteidigungsdivision sowie von 1976 bis 1981 als stellvertretender Chef des Stabes und Leiter der Unterabteilung für Operationen dieser Division. Er war 1981/82 Stellvertreter des Kommandeurs und Chef des Stabes der 1. Luftverteidigungsdivision. 
Oberst Zieris löste am 1. Januar 1983 Generalmajor Herbert Bohne als Kommandeur der 1. Luftverteidigungsdivision ab. Während dieser Verwendung erfolgte am 1. März 1986 seine Ernennung zum Generalmajor. Er bekleidete diesen Posten bis zum 30. April 1988, woraufhin Oberst Gerhard Reuschel sein Nachfolger wurde.  Er selbst löste wiederum Generalmajor Hans Süß als Kommandeur der Offiziershochschule der Luftstreitkräfte/Luftverteidigung „Franz Mehring“ in Kamenz ab und verblieb in dieser Funktion bis zu seiner Entlassung am 2. Oktober 1990.
Zieris gehörte vom 12. Februar 1984 bis 1989 der SED-Bezirksleitung Cottbus als Mitglied an. Im April 1986 nahm er als Delegierter am XI. Parteitag der SED teil. Er wurde unter anderem 1983 mit dem Vaterländischen Verdienstorden in Bronze und 1987 in Silber sowie dem Kampforden „Für Verdienste um Volk und Vaterland“ in Bronze ausgezeichnet.
Zieris wohnt in Kamenz.